# Désertines, Mayenne

Désertines este o comună în departamentul Mayenne, Franța. În 2009 avea o populație de 527 de locuitori.